# Гваладзе, Рафаэль Сергеевич
Рафаэль Сергеевич Гваладзе (род. 1 января 1948, Лагодехи, Кахетия) — азербайджанский государственный деятель. Судья Конституционного суда Азербайджана.

## Биография
Родился 1 января 1948 года в г. Лагодехи, Грузия. В 1971 году окончил юридический факультет Азербайджанского государственного университета.
С 1971 по 1985 год являлся главным консультантом, заведующим отделом Верховного суда Азербайджанской ССР
Судья Верховного суда Азербайджанской ССР (1985—1990).
С 1990 по 1992 год работал в органах прокуратуры и юстиции Азербайджана.
С 1992 по 1998 год являлся начальником отдела Верховного Суда Азербайджана.
Судья Конституционного суда Азербайджана (с 14 июля 1998). 22 июня 2010 года полномочия судьи продлены.
Член Судебно-правового совета Азербайджана.
28 декабря 2007 года присвоено почётное звание «Заслуженный юрист Азербайджана».
Председатель грузинской общины Азербайджана.

## Награды
- Медаль «Прогресс» (12 июля 2003) — за заслуги в развитии конституционного права в Азербайджанской Республике[6]
- Заслуженный юрист Азербайджана (28 декабря 2007) — за многолетнюю работу в органах судебной власти и образцовое выполнение обязанностей судьи[7]
- Почётный диплом Президента Азербайджанской Республики (27 декабря 2017) — за многолетнюю плодотворную деятельность в органах судебной власти Азербайджанской Республики[8]
- Медаль «100-летие Азербайджанской Демократической Республики» (27 мая 2019)
- Орден «За службу Отечеству» II степени (13 июля 2023) — за плодотворную деятельность в судебных органах и на государственной службе[9]
- Орден «За службу Отечеству» I степени (10 апреля 2025) — за многолетнюю плодотворную деятельность в судебных органах Азербайджанской Республики[10]